# William Holden
William Holden, ursprungligen William Franklin Beedle, Jr., född 17 april 1918 i O'Fallon i Illinois, död 12 november 1981 i Santa Barbara i Kalifornien, var en amerikansk skådespelare. Holden erhöll en Oscar för bästa manliga huvudroll för sin roll i Fångläger nr 17 (1953). Han spelade huvudroller i flera Hollywood-filmer, däribland Sunset Boulevard (1950), Sabrina (1954), Skimrande dagar (1955), Utflykt i det gröna (1955), Bron över floden Kwai (1957), Det vilda gänget (1969) och Network (1976). Holden placerade sig som nummer 25 på American Film Institutes lista över de 25 största manliga stjärnorna i amerikansk filmhistoria.

## Biografi
William Holden kom från en familj som hade gjort en förmögenhet inom kemikalieindustrin. Medan han studerade vid Pasadena Junior College i Kalifornien började han på fritiden att ägna sig åt teater och upptäcktes av en talangscout, varpå han fick teckna ett filmkontrakt.
Till början hade han endast statistroller, men 1939 fick han sitt stora genombrott i Golden Boy. Holden, som hade ett prydligt och välvårdat utseende, fick först roller av helyllekaraktär. Sedan han återvänt från andra världskriget, där han tjänstgjort som löjtnant inom armén, fick han mer hårdföra roller, bland annat som psykopatisk mördare i Stormnatten (1948). Han medverkade i ett 70-tal filmer mellan 1939 och 1981, och belönades med en Oscar för sin roll i filmen Fångläger nr 17 (Stalag 17, 1953).
Holden var gift med skådespelaren Brenda Marshall mellan 1941 och 1971. Han vistades långa tider i Fjärran Östern samt var delägare i Mount Kenya Safari Club. Han ägnade mycket tid åt arbete för de vilda djurens bevarande i Afrika och grundade William Holden Wildlife Foundation. Holden avled 1981 till följd av en huvudskada efter att han slagit huvudet i en bordskant. Från 1974 och till sin död levde Holden tillsammans med skådespelaren Stefanie Powers.

## Utmärkelser
Asteroiden 9340 Williamholden är uppkallad efter honom.

## Filmografi i urval
- 1939 – Golden Boy
- 1939 – Vägen från Sing Sing
- 1940 – Vår lilla stad
- 1940 – Skarpskytten i Arizona
- 1947 – De flygande djävlarna
- 1948 – Mannen från Colorado
- 1948 – Kvinnan i vildmarken
- 1948 – Stormnatten
- 1950 – Sunset Boulevard
- 1950 – Union Station
- 1950 – Född i går
- 1953 – Fångläger nr 17
- 1953 – Patty
- 1953 – Fort Bravo
- 1954 – En stol är ledig
- 1954 – Sabrina
- 1954 – Mannen du gav mig
- 1954 – Broarna vid Toky-Ri
- 1955 – Skimrande dagar
- 1955 – Utflykt i det gröna
- 1957 – Bron över floden Kwai
- 1959 – De tappras väg
- 1960 – Kärlek i Hongkong
- 1962 – Maskerad agent
- 1964 – Livat i Paris
- 1966 – Alvarez Kelly
- 1967 – Casino Royale
- 1968 – Djävulsbrigaden
- 1969 – Det vilda gänget
- 1971 – Två red ut
- 1973 – Breezy - Fri som kärleken
- 1974 – Skyskrapan brinner!
- 1976 – Network
- 1978 – Fedora
- 1978 – Damien - Omen II
- 1979 – Flykten till Athena (ej krediterad)
- 1979 – Ashanti
- 1980 – I sista sekunden
- 1980 – The Earthling
- 1981 – S.O.B. - paniken i drömfabriken!

## I populärkulturen
- Huvudpersonen Holden Caulfield i romanen Räddaren i nöden från 1951 av J.D Salinger har fått sitt namn efter William Holden.
- Suzanne Vega har uppgett i en tv-intervju att det var William Holden som hon läste om på Tom's Diner. Denna händelse tog hon sedan med i texten till låten "Tom's Diner".